# 棟方真梨子
棟方 真梨子（むなかた まりこ、6月2日 - ）は、日本の女性声優。81プロデュース所属。青森県弘前市出身。

## 略歴
以前はB-Boxに所属していた。
2009年6月1日付で81プロデュースに所属。

## 人物
クールさと少年っぽさを兼ね備え、声優・舞台を中心に活躍。
方言は津軽弁。趣味・特技は歌、新体操、エレクトーン。

## 出演
太字はメインキャラクター。

### テレビアニメ
- うえきの法則（2005年 - 2006年、子供A、男の子A）
- スケアクロウマン（2008年、子供2）
- ちはやふる（2011年、担任の先生）
- NO.6（2011年、女、女性）
- へうげもの（2011年、朝日の方）
- GON -ゴン-（2012年、オリ、メス象1、母ヌー）
- キングダム（2013年、京令）
- 東京レイヴンズ（2014年、アナウンサー）
- DIVE!!（2017年、沖津美由紀）
- 中間管理録トネガワ（2018年、かつ澤店員）
- どろろ（2019年、陸奥）
- KING OF PRISM -Shiny Seven Stars-（2019年、香賀美朗香[5]）
- 異世界迷宮でハーレムを（2022年、娼婦、盗賊）
- ドッグシグナル（2024年、小山田さんの元妻）

### 劇場アニメ
- 劇場版 NARUTO -ナルト- 大活劇!雪姫忍法帖だってばよ!!（2004年、子供）
- 劇場版ペンギンの問題 幸せの青い鳥でごペンなさい（2009年、生徒）
- キズナ一撃（2011年、エゾジカ）
- 劇場版 マクロスF 恋離飛翼〜サヨナラノツバサ〜（2011年）

### OVA
- 聖闘士星矢 THE LOST CANVAS 冥王神話（2009年、ジウ）

### ゲーム
- コードギアス 反逆のルルーシュ LOST COLORS（2008年、黒の騎士団女新兵）
- キングダム 一騎闘千の剣（2010年、楊端和）
- ファイナルファンタジーVII リメイク（2020年）
- グランブルーファンタジー リリンク（2024年）
- ファイナルファンタジーVII リバース

### BLCD
- 純情ロマンチカ
- ミス・キャスト

### デジタルコミック
- 真・週刊コミックTV＋「O/A」（2011年、大塚）

### 吹き替え

#### 映画
- ある日どこかで（モード〈ヴィクトリア・マイケルズ〉[6]）※BSテレ東版
- インターンシップ（ジーニー）
- オズ はじまりの戦い（カドリングパン屋）
- クランプス 魔物の儀式（リンダ）
- グレイヴ・エンカウンターズ（サシャ・パーカー）
- ゲット・ラッキー（アナベル）
- 388（シェリー）
- ジャックはしゃべれま1,000（シス）
- ジョーズ2（マージ〈マーサ・スワテック〉[7]）※BSテレ東版
- 処刑人II（美容師）
- スプリング・ブレイカーズ（ルームメイト）
- セブン・サイコパス（アンジェラ〈オルガ・キュリレンコ〉）
- トゥ・ヘル（ビリー〈ペネロープ・ミッチェル〉）
- PARKER/パーカー（クレア〈エマ・ブース〉）
- 美人ライターレーンの恋愛記事
- フルスロットル（ローラ〈カタリーナ・ドゥニ〉）
- ペイ・ザ・ゴースト ハロウィンの生贄（クリスティン〈サラ・ウェイン・キャリーズ〉）
- ホビット 竜に奪われた王国（ベッツィ〈ケイティー・ジャクソン〉）
- マーベル・シネマティック・ユニバース
  - アイアンマン3（女性秘書）
  - マイティ・ソー/ダーク・ワールド（階段上の女性）
  - キャプテン・アメリカ/ウィンター・ソルジャー（院内放送1）
- Mr.ホームズ 名探偵最後の事件（マンロー夫人〈ローラ・リニー〉）
- ランボー ラスト・ブラッド（フアニータ[8]）※BSテレ東版

#### ドラマ
- iCarly（ハンドル患者）
- アメリカン・ゴシック 〜偽りの一族〜
- アメリカン・ホラー・ストーリー（パンドラ）
- アンダー・ザ・ドーム（アダムス）
- ウォーキング・デッド（ミショーン〈ダナイ・グリラ〉）
- エレメンタリー ホームズ&ワトソン in NY
- カシコギ 父と子が過ごしたかけがいのない日々（母親）
- カリフォルニケーション（シャノン）
- グッド・ワイフ（デーベッケン、ロング検事補）
- ケネディ家の人びと（ジュディス）
- 階伯〔ケベク〕（サテク妃〈オ・ヨンス〉）
- 恋するマンハッタン（ジュリー、ステイシー、ハーモニー）
- 恋のからさわぎ（マンデラ）
- ザ・ミドル 〜中流家族のフツーの幸せ（スー・ヘック〈イーデン・シェール〉）
- GCB〜キラめく女の逆襲バトル〜（ローラ）
- スーパーナチュラル（セレナ）
- ゾウズ・フー・キル3 殺意の深層
- タイタニック 愛と偽りの航海（ルイーズ伯爵夫人）
- 脱出!スコーピオンアイランド（ラクラン、リジー）
- 9-1-1: LONE STAR（マルジャン・マルワニ〈ナターシャ・カラム〉[9]）
- PERSON of INTEREST 犯罪予知ユニット（ディディー）
- バーン・ノーティス 元スパイの逆襲 シーズン5（セイディ）
- ビッグ 〜愛は奇跡〈ミラクル〉〜（イ・セヨン〈チャン・ヒジン〉[10]）
- フルハウスTAKE2（ソン・ノラ）
- ポリティカル・アニマルズ（ジョージア・ギボンズ）
- ミッシング（ヴァイオレット）
- THE MENTALIST メンタリストの捜査ファイル シーズン4（サーシャ）
- 野王（ダヘの実母）
- リゾーリ&アイルズ2（デビー）
- 流星剣侠伝 大人物（蘇蓉蓉、虫不知）

#### テレビ番組
- 究極対決! フォート・ボヤード（エイミー）
- トリックTV2（ルイス）

#### アニメ
- アーロと少年（ドシャブリ）
- ガーディアンズ 伝説の勇者たち
- 最強武将伝 三国演義（異民族の娘）
- ザ・シンプソンズ（マージ・シンプソン〈2代目〉）
- トロン：ライジング（ペイジ）
- PALADIN（ジャックの母）
- ゆかいなみつばちファミリー（バーナビー、ミリス 他）

### ボイスオーバー
- アンソニー世界を喰らう
- アンソニーの世界弾丸ツアー
- 怪物魚を追え!
- 古代エジプトの支配者たち
- 世界の巨大工場

### オーディオブック
- 蒼のファンファーレ（2020年[11]）

### テレビドラマ
- 100の資格を持つ女〜ふたりのバツイチ殺人捜査〜

### CM
- エビスバー（CMナレーション）

### 舞台
- ベンケイ☆パンチ